# Якоб Нееструп
Якоб Нееструп (дан. Jacob Neestrup, нар. 8 березня 1988, Копенгаген) — данський футболіст, що грав на позиції півзахисника. По завершенні ігрової кар'єри — тренер. З 2022 року очолює тренерський штаб команди «Копенгаген».
Колишній півзахисник, Неструп вийшов з юнацької академії ФК "Копенгаген", але його кар'єра в основному пішла на спад через травми. Після завершення кар'єри у 2011 році він розпочав кар'єру в менеджменті. У червні 2019 року він був призначений головним тренером друголігового клубу 1-го дивізіону "Віборг" після того, як сезоном раніше працював асистентом у "Копенгагені".

## Клубна кар'єра
Народився 8 березня 1988 року в місті Копенгаген. Вихованець юнацьких команд футбольних клубів «Фремад Амагер» та КБ.
У дорослому футболі дебютував 2006 року виступами за команду «Копенгаген», в якій провів три сезони, взявши участь у 2 матчах чемпіонату. За цей час двічі виборював титул чемпіона Данії та один раз ставав володарем Кубка Данії, втім через травми на поле майже не виходив.
У 2009—2010 роках грав за норвезький «Ставангер», а у травні 2010 року Нееструп був підписаний чинним чемпіоном Ісландії «Гапнарфйордуром». Однак і тут основним гравцем Нееструпу стати не вдалося через травми та автомобільну аварію. Через шість місяців він повернувся до Данії, щоб підписати контракт із клубом четвертого «Фремад Амагер», за який виступав протягом 2011 року. Влітку того ж року завершив кар'єру футболіста через травми.

## Виступи за збірну
2007 року дебютував у складі юнацької збірної Данії (U-20), загалом на юнацькому рівні взяв участь у 2 іграх.

## Кар'єра тренера
Розпочав тренерську кар'єру невдовзі по завершенні кар'єри гравця і працював тренером юнаків «Копенгагена», де пропрацював з 2013 по 2018 рік. 28 травня 2018 року Нееструп був підвищений до першої команди, і став асистентом головного тренера Столе Сольбаккена, де провів наступний рік.
20 червня 2019 року було підтверджено, що Нееструпа призначили тренером «Віборга» на наступний сезон. 22 грудня 2020 року було оголошено, що Нееструп покине «Віборг» наприкінці року та повернеться до «Копенгагена» на посаду помічника головного тренера Єсса Торупа. Він залишив «Віборг» на першому місці в Першому дивізіоні Данії сезону 2020/21.
20 вересня 2022 року Нееструп був оголошений новим головним тренером «Копенгагена» після звільнення Торупа через незадовільні результати. Незважаючи на те, що клуб на той момент посідав 9-е місце з 12 і відставав від першого місця на 10 очок, Нееструп все ж врешті-решт привів їх до перемоги в Суперлізі Данії та Кубку Данії. 12 грудня 2023 року він вивів клуб до плей-офф Ліги чемпіонів, посівши друге місце в групі з мюнхенською «Баварією», «Галатасараєм» і «Манчестер Юнайтед».

## Титули і досягнення

### Як гравця
- Чемпіон Данії (2):

«Копенгаген»: 2006/07, 2008/09
- Володар Кубка Данії (1):

«Копенгаген»: 2008/09

### Як тренера
- Чемпіон Данії (2):

«Копенгаген»: 2022/23, 2024/25
- Володар Кубка Данії (2):

«Копенгаген»: 2022/23, 2024/25